# ویلبر اولین آتواتر
ویلبر اولین اتواتر (زاده ۳ می ۱۸۴۴ - درگذشته ۲۲ سپتامبر ۱۹۰۷ ) شیمیدان آمریکایی بود که در پیشرفت علوم شیمی زراعی نقش به سزایی داشت و پایه‌گذار علم تغذیه مدرن می‌باشد.
از ۱۸۹۲ تا ۱۸۹۷ به همراه یک فیزیکدان از دانشگاه وسلیان به نام ای.بی.روزا، کالریمتر آتواتر-روزا را ساختند و که قانون بقای انرژی را در انسان‌ها ثابت کرد و امکان محاسبه ارزش کالری غذاهای مختلف را فراهم آورد. سیستمی که اتواتر در ۱۸۹۶ برای محاسبه ارزش کالری غذاها ابداع کرد همچنان در دنیا مورد استفاده قرار می‌گیرد.